# Ernan Siluane
Ernan Alberto Siluane (Maputo, 7 de setembro de 1998), conhecido também como Ernani, é um futebolista moçambicano que atua como goleiro. Atualmente defende o Black Bulls e a Seleção Moçambicana.

## Carreira em clubes
Iniciou a carreira em 2018, no Ferroviário de Maputo, onde permaneceu por 4 temporadas antes de assinar com a União do Songo em 2022. No mesmo ano, sagrou-se campeão nacional. Durante a campanha, ficou fora de algumas partidas após ter sido atacado com outros atletas, depois de terem saído sem o consentimento da direção após o jogo contra o Petro de Luanda.
Em dezembro de 2023, o goleiro assinou com o Black Bulls.

## Seleção
A estreia de Ernan pela Seleção Moçambicana foi em junho de 2021, na vitória por 5 a 0 sobre o Lesoto.
Convocado para a Copa das Nações Africanas de 2023, atuou em 2 partidas dos Mambas na competição, contra Egito (empate por 2 a 2) e Cabo Verde, tendo falhado em 2 gols dos Tubarões Azuis. Para o jogo contra Gana, o técnico Chiquinho Conde escalou o terceiro goleiro, Ivan Urrubal, na vaga de Ernan, e Moçambique buscou o empate no final depois de estarem perdendo por 2 a 0. A seleção terminaria eliminada na primeira fase, com 2 pontos.

## Títulos
União do Songo
- Campeonato Moçambicano: 2023